# Gaelic Grounds
 The Gaelic Grounds (en irlandais Páirc na nGael ) est un stade de sports gaéliques appartenant à l’Association athlétique gaélique (GAA) situé à Limerick dans le comté de Limerick en Irlande. Il a une capacité d’accueil de 50 000 spectateurs. 
C'est le 9 octobre 1926 que commence la construction du stade de la GAA sur le terrain d’une ferme sur Ennis Road. Ce n’est que deux ans plus tard qu’ont lieu les premiers matchs dans le stade.
Le premier effort fait pour l’agrandissement a lieu en 1932 avec la création d’un comité de développement dont les premières actions ont été de niveler le terrain, d’ériger une tribune et de clôturer le site avec un mur. Dans les années 1950 le stade atteint déjà une capacité de 50 000 places toutes debout. En 1958, une nouvelle tribune est bâtie à Páirc na nGael. Il s’agit de l’ancienne tribune Hogan de Croke Park qui est reconstruite ici. 
En 1961, une foule record de 61 174 personnes assiste à la finale du championnat de hurling du Munster entre Cork GAA et Tipperary GAA. On estime que ce jour-là 10 000 personnes supplémentaires avaient même forcé l’entrée pour voir le match après que les portes du stade eurent été détruites.
En 1979, la décision est prise de rénover complètement le stade. Il se passe trois ans avant que les premiers plans d’une nouvelle tribune ne soient dessinés. Le permis de construire est délivré en 1986 par la municipalité de Limerick. La nouvelle tribune est terminée en 1984 juste à temps pour la finale du championnat de hurling du Munster.
2004 a vu la plus grande opération de rénovation du site avec la construction d’une tribune de 12 000 places et des deux nouveaux virages derrière les buts pour une somme totale de 12 millions d’euros. La capacité des Gaelic Grounds est aujourd’hui de 50 000 places.